# Ерік Схаутен
Е́рік Сха́утен (нід. Erik Schouten; нар. 16 серпня 1991, Вествуд, Нідерланди) — нідерландський футболіст, центральний захисник клубу «Віллем ІІ».

## Ігрова кар'єра

### Клубна
Ерік Схаутен є вихованцем клубу АЗ. Але не маючи можливості потрапити до основи, у 2012 році Схоутен перейшов до клубу «Волендам», який грав у Ерстедивізі. У клубі футболіст провів сім сезонів і зіграв понад сто матчів. У 2019 році захисник перейшов до складу «Камбюра», з яким у 2021 році вийшов до Ередивізі.
Влітку 2022 року Схаутен підписав трирічний контракт з клубом «Віллем ІІ», з яким знову повернувся до Ерстедивізі.

### Збірна
В період з 20199 по 2010 роки Ерік Схаутен захищав кольори юнацьких збірних Нідерландів. У 2010 році у складі юнацької збірної Нідерландів (U-19) Схоутен взяв участь у юнацькій першості Європи.

## Досягнення
- Команда місяця Ередивізі: грудень 2024[5]